# مارتین دل بارکو سنتنرا
مارتین دل بارکو سنتنرا (انگلیسی: Martín del Barco Centenera؛ ۱ ژانویهٔ ۱۵۳۵ – ۱ ژانویهٔ ۱۶۰۲) گردشگر و کشیش کلیسای کاتولیک اهل اسپانیا بود.
یک خیابان در بوئنوس آیرس، آرژانتین به نام او نام‌گذاری شده‌است.

## زندگی
مارتین دل بارکو متولد ۱۵۳۵ در لوگروسان (در اسقف نشین پلاسنسیا در اکسترمادورا در منطقه اسپانیا) و درگذشته ۱۶۰۲ در لیسبون است. او کشیش سکولار شد و در سال ۱۵۷۲ به عنوان کشیش، خوان ارتیز د ساراته را در سفرش به ریو دلا پلاتا در آمریکای جنوبی همراهی کرد. او به مدت بیست و چهار سال با شجاعت بی‌دریغ، فرازهای اکتشاف اسپانیایی را در آرژانتین دنبال کرد.

## شعر لا آرژانتینا
شعر لا آرژانتینا توسط مارتین دل بارکو سنتنرا در سال ۱۶۰۲ میلادی نوشته شده‌است.
او تجارب خود را در شعر مذکور بیان کرده‌است. این شعر یکی از نخستین مکتوباتی شناخته شده‌است که از نام آرژانتین، با کاربرد امروزی آن، استفاده کرده‌است.

## فعالیت
مارتین دل بارکو سنتنرا رویدادهای مهم در پرو را هنگام زمامداری تولید و هر چند اغلب با تاریخ وقوع منطبق نبود، ذکر و شرح داده‌است. از جمله چندین مورد زمین لرزه‌های سهمگین را شرح داده‌است. او همچنین توسط فرانسیس دریک و توماس کاوندیش مرتکب دزدی دریایی انگلیسی شده‌است.